# Peștera Vacii
Peștera Vacii este o arie protejată de interes național ce corespunde categoriei a III-a IUCN (Rezervație naturală de tip speologic), situată în județul Bihor, pe teritoriul administrativ al comunei Roșia.
Rezervația naturală declarată monument al naturii, aflată în Munții Pădurea Craiului, are o suprafață de 0,10 ha, și reprezintă o cavernă (peșteră) cu intrare deasupra Văii Cuților, cu două săli mari și mai multe galerii. Peștera prezintă mai multe concrețiuni din roci sedimentare ce formează stalactite, stalagmite, perle de cavernă, baldachine și ghirlande; precum și zăcăminte cu schelete fosile și depozite de guano. 